# Pancroides abnormalis
Pancroides abnormalis là một loài bướm đêm trong họ Noctuidae.